# Tagulaway
Tagulaway és un bàlsam que en Insulíndia, altrament anomenada l'arxipèlag Malai, s'empra contra les malalties cutànies. S'obté bullint l'escorça i les fulles de Parameria vulneraria Radlkofer (Apocynaceae) amb oli de coco. Té aspecte d'oli groguenc, torbi, d'olor especial. Segons Zipperer, el bàlsam és una mescla de cautxú i resina. Forma el contingut de nombrosos tubs laticífers de l'escorça.